# Haus Spilles

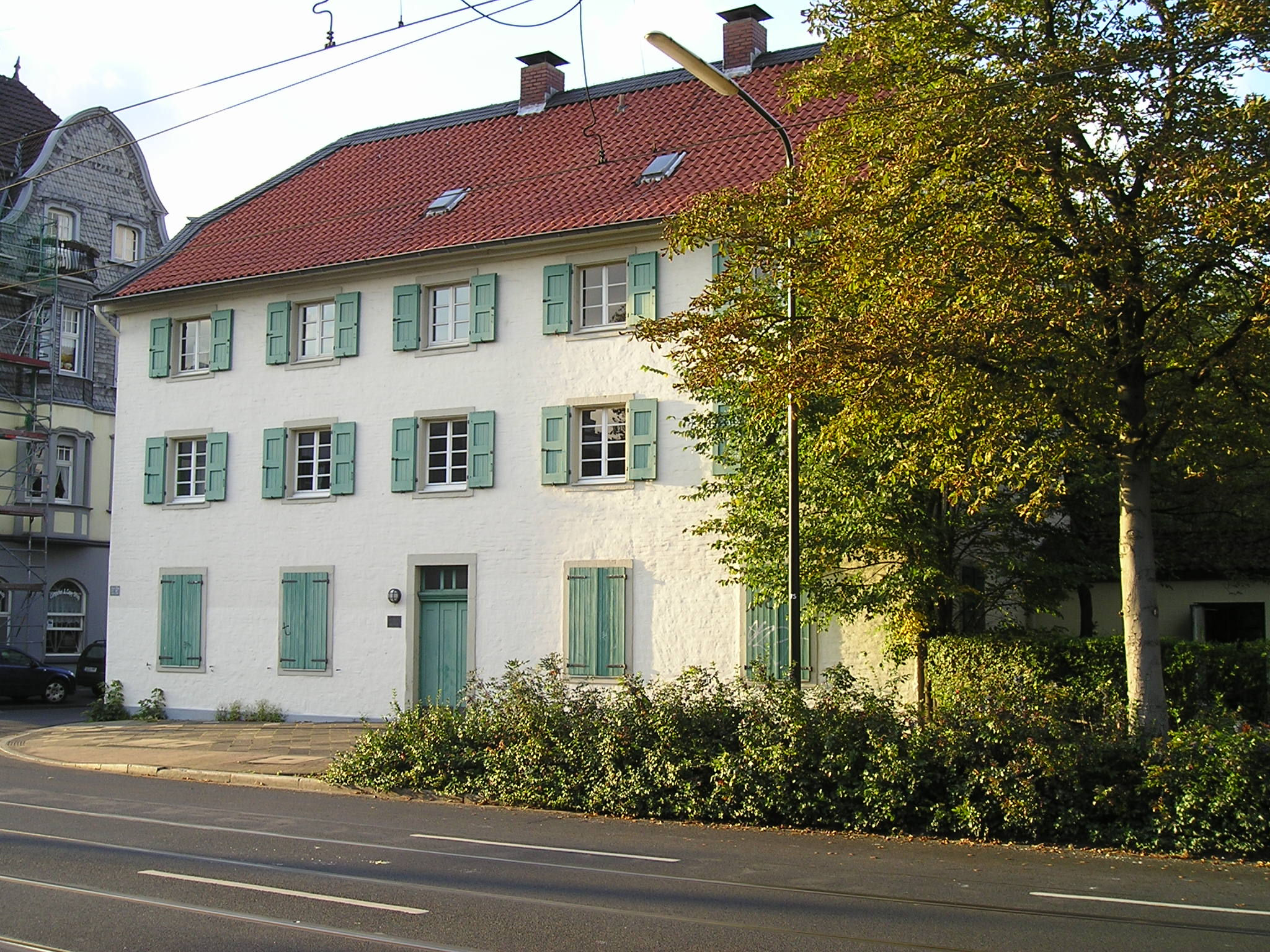
Haus Spilles – Hauptgebäude von der Seite der Benrather Schlossallee

Das Zentrum für Jugendkultur Haus Spilles in Düsseldorf-Benrath hält seit 1983 ein wechselndes Programm für Kinder und Jugendliche aus dem Düsseldorfer Süden bereit. Seit 1993 steht das Haus unter selbstverwalteter Leitung. Die jugendlichen ehrenamtlichen Mitarbeiter könne Themen und Art der Arbeit im Haus bestimmen und umsetzen. Übergeordnet verantwortlich für das Haus Spilles ist der Trägerverein Initiativkreis „Jugend in Benrath“ e. V. (IK). Gebildet hat sich der IK im Jahre 1973, er hat bereits mit seiner Gründung die Einrichtung eines selbstverwalteten Jugendzentrums im Stadtteil Benrath gefordert. Das Anliegen des IK hat sich bis heute nicht geändert: Jugendarbeit für und von Jugendlichen in Düsseldorf-Benrath zu fördern und unterstützen.

## Konzept

### Entstehung des Jugendzentrums Haus Spilles
1974 wandte sich der Initiativkreis „Jugend in Benrath e. V. “ an das Jugendamt und die Öffentlichkeit. Er wies auf die Freizeitprobleme vieler Benrather Kinder und Jugendlicher hin und forderte die Schaffung eines selbstverwalteten Jugendzentrums. Eine Bedarfsanalyse des Jugendamtes ergab, dass die Schaffung eines Jugendzentrums in Benrath als dringlich anzusehen ist. Dem Baubeschluss am 8. November 1979 und einem Zuschuss der Stadtsparkasse Düsseldorf für den Umbau von 1,6 Millionen DM begannen 1981 die Baumaßnahmen. Im Juni 1983 nahm das Jugendzentrum den Betrieb auf.

### Selbstverwaltung
Im Gegensatz zu anderen Jugendzentren ist das Haus Spilles nicht von einem großen Träger abhängig, sondern selbstverwaltet. Mit diesem Konzept ist das Haus in NRW einzigartig. Das Spilles unterliegt nicht der klassischen Hierarchie, in der ein Träger den Angestellten vorgibt, welche Angebote und Ziele realisiert werden sollen. Die Selbstverwaltung ist ein dynamischeres Konzept, welches vor allem die Partizipation des Einzelnen fördern soll. Jugendliche, meist aus der Besucherschaft, welche sich im Haus einbringen möchten, kommen mit ihren Ideen in einen Ehrenamtler-Rat und stellen diese vor oder bringen sich selbst ehrenamtlich im Haus ein. Dabei werden sie vom Vorstand des Hauses sowie den Mitarbeitern unterstützt. Der Vorstand wird bei einer Sitzung des Trägervereins von den Ehrenamtlern bestimmt und übernimmt kontrollierende Aufgaben im Haus.

## Angebot
Das Jugendzentrum besitzt ein breit gestreutes Angebotsfeld für Jugendliche im Alter ab 10 Jahren. Dabei trennt das Haus zwischen dem pädagogisch betreuten Bereich für Jugendliche zwischen 10 und 16 Jahren und dem ehrenamtlich geführten Abendbereich für Jugendliche ab 16. Außerdem bietet das Haus Spilles diverse weitere Veranstaltungen wie das jährliche Open Air, Kulturveranstaltungen, ein alljährliches Sommerfest für Familien und viele andere an.

### Teens Club
Der Teens Club stellt ein pädagogisch betreuten Bereich dar für Jugendliche im Alter von 10–16 Jahren der von den Mitarbeitern des Jugendzentrums realisiert wird. Dabei stehen den Jugendlichen Angebote wie Kickern, Billard, Tischtennis, Basketball, Brettspielen und viele mehr zur Verfügung. Außerdem bietet das Haus ein Internet-Café für Jugendliche an. Die Besucher des Teens Clubs können im regelmäßig stattfindenden Jugendforum den Teens Club mitgestalten.

### Ehrenamtliche Jugendarbeit
Das Haus Spilles bietet durch die Selbstverwaltung eine freie Plattform für Jugendliche ab 16 Jahren an, über welche verschiedene Veranstaltungen realisiert werden können.
Dabei entstanden seit der Gründung des Hauses verschiedene Teams und Veranstaltungsreihen. Dazu gehören Motto-Partys, Konzerte, Literatur- und Kulturveranstaltungen. Vor allem die Konzerte stellen seit Jahren einen festen Beitrag zur Düsseldorfer Musikszene dar, bei denen lokale Bands gefördert werden. Diese finden in der Regel immer am 1. und 3. Samstag statt und bieten unterschiedliche Musikrichtungen von Arten der Rockmusik, Reggae, Ska, Metal bis hin zu Rap und Jazz.
Mit der „SlamRath“-Reihe findet in Kooperation mit der Stiftung Schloss Benrath ebenfalls ein regelmäßiger Poetry Slam in Benrath statt. Neben den größeren Abendveranstaltungen finden auch kleinere sog. „Cafés“ statt, bei denen unter einem bestimmten Motto ein Treffen und Austausch der Jugendlichen im Vordergrund steht.
Die Planung und Realisierung jeder einzelnen Veranstaltung wird ehrenamtlich durchgeführt.

### Spilles Open Air / Spilles unter der Sonne
Im September findet jedes Jahr ein Open-Air-Konzert im Hinterhof des Spilles statt. Abhängig von der Größe der Veranstaltung wird dabei zwischen dem kleineren Bühnenaufbau des „Spilles unter der Sonne“ und dem „Spilles Open Air“ getrennt. Für gewöhnlich treten meist lokale Bands aus verschiedenen Musikrichtungen auf. Die Realisierung des größeren Open Airs ist dabei von Spenden von Unternehmen in Düsseldorf abhängig. Im Jahr 2016 fand das 10. große Spilles Open Air statt.

### Sommerfest
Einmal pro Jahr veranstaltet das Haus Spilles ein Sommerfest als Angebot für Familien, welches sich auch an jüngere Kinder richtet. Dabei wird im Hof des Hauses eine Vielzahl an variierenden Ständen aufgebaut, z. B. Kinderschminken, Hüpfburgen, Bogenschießen, Dosenwerfen und Kreativangebote(bemalen von Stoffbeuteln oder Mandalas). Außerdem wird das Sommerfest oft von einer Zaubershow für Kinder begleitet.

### Räumlichkeiten
Das Jugendzentrum besteht aus 2 Gebäuden die durch einen Durchgang verbunden sind. Neben dem Hauptgebäude, der ehemaligen Posthalterei, gehört dazu das neu gebaute Cafégebäude. Das Café bietet über 3 Ebenen Raum für Lesungen, Partys, Cafés und Konzerte. Das Hauptgebäude beinhaltet das Büro des Jugendzentrums, ein Internetcafé, einen Beratungsraum, ein Tonstudio (bestehend aus Aufnahmeraum und Technikraum), eine Küche, einen Sportraum, einen Spiegelraum (für Theater-/Tanzangebote) und einer Werkstatt.
Außerdem steht den ehrenamtlichen Helfern ein EDV Raum und ein weiterer Raum als Rückzugsort zur Verfügung.

### Weitere
Durch die selbstverwaltete Organisation im Haus sind zu dem viele weitere Veranstaltungen und Aktionen im Haus entstanden. Ein Beispiel dafür sind die Begegnungscafés in Kooperation mit Benrather Flüchtlingsunterkünften, die ein Forum zum Kennenlernen und Austauschen ermöglicht. Ebenfalls wurden Veranstaltungen zur Unterstützung der Red Hand Aktion veranstaltet. Das Haus unterstützt auch lokale Vereine und Initiativen mit Räumlichkeiten, um so z. B. Seniorentreffen, Tanzgruppen und Meditations-Workshops anzubieten.